# Galena (Maryland)
Galena es un pueblo ubicado en el condado de Kent en el estado estadounidense de Maryland. En el año 2010 tenía una población de 612 habitantes y una densidad poblacional de 680 personas por km².

## Geografía
Galena se encuentra ubicado en las coordenadas 39°20′30″N 75°52′42″O / 39.34167, -75.87833.

## Demografía
Según la Oficina del Censo en 2000 los ingresos medios por hogar en la localidad eran de $47.813 y los ingresos medios por familia eran $53.068. Los hombres tenían unos ingresos medios de $35.096 frente a los $22.500 para las mujeres. La renta per cápita para la localidad era de $18.858. Alrededor del 4,7% de la población estaba por debajo del umbral de pobreza.